# Djeco
Djeco est un fabricant de jouets français depuis 1954,. La marque est spécialisée dans les jouets en bois, puzzles, jeux de cartes, jouets à tirer et mobiles pour la petite enfance. Tous ont des graphismes originaux.

## Histoire
L'entreprise est fondée à Paris en 1954 par Véronique Michel-Dalès, qui imagine des jeux d’apprentissage alors qu'elle travaille auprès d'enfants dans une colonie de vacances. Ses jeux connaissent rapidement le succès et remportent quatre Oscars du jouet dans les années 1960,. 
En 1989, son fils Frédéric Michel-Dalès reprend l’entreprise familiale. Il commence par voyager pour apporter de nouveaux concepts de jeux et jouets d'autres pays du monde, avant d'imaginer ses propres jouets. Il installe les bureaux dans un ancien entrepôt parisien, près des bords de Seine. 
Depuis 2007, la marque propose également des boîtes de loisirs créatifs.
Pour ses jouets et jeux, Djeco fait appel à de nombreux illustrateurs et artistes. En 2018, une exposition au Musée de l'illustration jeunesse de Moulins est consacrée aux collections de l'entreprise et à son fonds d’illustrations composé de 200 pièces.
La marque produit plus de 1000 nouveautés par an, exportées dans plus de 50 pays. 

## Exposition
- « C’est pas du jeu »[2],[8], l'univers de Djeco (jeu éducatif), Musée de l'illustration jeunesse de Moulins, juillet 2018 - janvier 2019